# Copa Panamericana de Voleibol Femenino de 2018
La Copa Panamericana de Voleibol Femenino de 2018 fue la XVII edición del torneo que reúne a las mejores selecciones femeninas de voleibol de la NORCECA y la Confederación Sudamericana de Voleibol (CSV), se llevó a cabo del 8 al 14 de julio de 2018 en la ciudad de Santo Domingo, capital de la República Dominicana.
El torneo fue organizado por la Federación Dominicana de Voleibol bajo la supervisión de la Unión Panamericana de Voleibol (UPV) y otorgó 5 cupos de clasificación al torneo femenino de voleibol de los Juegos Panamericanos de 2019 para los equipos que se ubicaron en los cinco primeros lugares al finalizar la competencia.
La selección de los Estados Unidos se proclamó campeón al vencer en la final a República Dominicana por tres sets a dos, de esta manera Estados Unidos ganó su sexto título en la historia de la Copa Panamericana Femenina y revalidó el que obtuvo en el 2017. República Dominicana llegó a la final por sexto torneo consecutivo y se quedó con el subcampeonato y su novena medalla de plata. Por su parte Canadá obtuvo la medalla de bronce luego de derrotar en tres sets corridos a Brasil en el partido definitorio del tercer lugar, se trata de la segunda medalla ganada por Canadá en la Copa Panamericana Femenina tras el bronce logrado en la edición inaugural en el año 2002.[cita requerida]
Estados Unidos, República Dominicana, Canadá, Brasil y Colombia, que le ganó el partido por el quinto lugar a Puerto Rico, fueron las selecciones que se clasificaron a los Juegos Panamericanos de 2019. Perú ya tenía su cupo asegurado al ser Lima la ciudad sede de este evento.[cita requerida]

## Organización

### País anfitrión y ciudad sede
| Santo Domingo                   | Santo Domingo Santo Domingo, sede de la Copa Panamericana de Voleibol Femenino 2018. |
| ------------------------------- | ------------------------------------------------------------------------------------ |
| Gimnasio Ricardo Gioriver Arias | Santo Domingo Santo Domingo, sede de la Copa Panamericana de Voleibol Femenino 2018. |
| Capacidad: 6000                 | Santo Domingo Santo Domingo, sede de la Copa Panamericana de Voleibol Femenino 2018. |
|                                 | Santo Domingo Santo Domingo, sede de la Copa Panamericana de Voleibol Femenino 2018. |

Desde finales del año 2015 la NORCECA, en su calendario de competencias para el año 2018, tenía consignado a México como el país anfitrión de esta edición de la Copa Panamericana Femenina. Sin embargo, en febrero de 2018 México pasó a ser la sede de la Copa Panamericana de Voleibol Masculino de 2018 en reemplazo de Puerto Rico que no pudo cumplir con la organización de ese torneo tras los daños que ocasionó el paso del Huracán María en esta isla caribeña en septiembre de 2017. En marzo de 2018 NORCECA le otorgó a República Dominicana la sede del torneo.[cita requerida]
De esta manera República Dominicana recibió por tercera vez la Copa Panamericana de Voleibol Femenino tras las ediciones de 2005 y 2016, de igual forma Santo Domingo fue ciudad sede por tercera vez de esta competencia.

#### Recinto
Todos los partidos se llevaron a cabo en el Palacio del Voleibol Ricardo -Gioriver- Arias que forma parte del Centro Olímpico Juan Pablo Duarte.

### Formato de competición
El torneo se desarrolla dividido en dos fases: fase preliminar y fase final.
En la fase preliminar las 12 selecciones participantes fueron repartidas en dos grupos de 6 equipos, en cada grupo se jugó con un sistema de todos contra todos y los equipos fueron clasificados de acuerdo a los siguientes criterios:
1. Mayor número de partidos ganados.
2. Mayor número de puntos obtenidos, los cuales son otorgados de la siguiente manera:
  - Partido con resultado final 3-0: 5 puntos al ganador y 0 puntos al perdedor.
  - Partido con resultado final 3-1: 4 puntos al ganador y 1 puntos al perdedor.
  - Partido con resultado final 3-2: 3 puntos al ganador y 2 puntos al perdedor.
3. Proporción entre los puntos ganados y los puntos perdidos (Puntos ratio).
4. Proporción entre los sets ganados y los sets perdidos (Sets ratio).
5. Si el empate persiste entre dos equipos se le da prioridad al equipo que haya ganado el último partido entre los equipos implicados.
6. Si el empate persiste entre tres equipos o más se realiza una nueva clasificación solo tomando en cuenta los partidos entre los equipos involucrados.

## Equipos participantes
NORCECA (Confederación del Norte, Centroamérica y del Caribe):
- Canadá
- Costa Rica
- Cuba
- Estados Unidos
- México
- Puerto Rico
- República Dominicana (Local)
- Trinidad y Tobago

CSV (Confederación Sudamericana de Voleibol):
- Argentina
- Brasil
- Colombia
- Perú

## Calendario
| Fase            | Jornada   | Fecha               |
| --------------- | --------- | ------------------- |
| Fase preliminar | Jornada 1 | 8 de julio de 2018  |
| Fase preliminar | Jornada 2 | 9 de julio de 2018  |
| Fase preliminar | Jornada 3 | 10 de julio de 2018 |
| Fase final      | Jornada 4 | 11 de julio de 2018 |
| Fase final      | Jornada 5 | 12 de julio de 2018 |
| Fase final      | Jornada 6 | 13 de julio de 2018 |
| Fase final      | Jornada 7 | 14 de julio de 2018 |

## Resultados
- Las horas indicadas corresponden al huso horario local de la República Dominicana: UTC-4.[6]
- Sede: Gimnasio Ricardo Gioriver Arias, Santo Domingo.

### Fase de grupos
– Clasificados a las semifinales y a los Juegos Panamericanos de 2019. 
     – Clasificados a los cuartos de final.
     – Pasan a disputar los Cuartos de final 5.º al 12.º puesto.
     – Pasan a disputar las Semifinales 9.° al 12.° lugar.

#### Grupo A
| Pos. | Equipo               | Partidos | Partidos | Partidos | Pts. | Sets | Sets | Sets  | Puntos | Puntos | Puntos |
| Pos. | Equipo               | PJ       | PG       | PP       | Pts. | SG   | SP   | Ratio | PG     | PP     | Ratio  |
| ---- | -------------------- | -------- | -------- | -------- | ---- | ---- | ---- | ----- | ------ | ------ | ------ |
| 1    | Canadá               | 3        | 3        | 0        | 15   | 9    | 0    | MAX   | 225    | 134    | 1.679  |
| 2    | República Dominicana | 3        | 2        | 1        | 10   | 6    | 3    | 2.000 | 207    | 162    | 1.277  |
| 3    | Perú                 | 3        | 1        | 2        | 5    | 3    | 6    | 0.500 | 172    | 205    | 0.839  |
| 4    | Costa Rica           | 3        | 0        | 3        | 0    | 0    | 9    | 0.000 | 122    | 225    | 0.542  |

| Fecha       | Hora  | Equipo 1             | Res.  | Equipo 2   | Set 1 | Set 2 | Set 3 | Set 4 | Set 5 | Total   | Reporte |
| ----------- | ----- | -------------------- | ----- | ---------- | ----- | ----- | ----- | ----- | ----- | ------- | ------- |
| 8 de julio  | 14:00 | Canadá               | 3 – 0 | Perú       | 25-21 | 25-12 | 25-17 |       |       | 75 – 50 | P2 P3   |
| 8 de julio  | 20:00 | República Dominicana | 3 – 0 | Costa Rica | 25-14 | 25-10 | 25-16 |       |       | 75 – 40 | P2 P3   |
| 9 de julio  | 10:00 | Costa Rica           | 0 – 3 | Canadá     | 10-25 | 10-25 | 7-25  |       |       | 27 – 75 | P2 P3   |
| 9 de julio  | 20:00 | República Dominicana | 3 – 0 | Perú       | 25-16 | 25-15 | 25-16 |       |       | 75 – 47 | P2 P3   |
| 10 de julio | 20:00 | República Dominicana | 0 – 3 | Canadá     | 23-25 | 14-25 | 20-25 |       |       | 57 – 75 | P2 P3   |
| 10 de julio | 22:00 | Perú                 | 3 – 0 | Costa Rica | 25-22 | 25-18 | 25-15 |       |       | 75 – 55 | P2 P3   |

1. ↑  «Copa Panamericana Femenina en Santo Domingo del 8 al 14 de julio». NORCECA. Consultado el 8 de julio de 2018.
2. ↑  «Visita de Inspección a sede oficial Copa Panamericana». www.norceca.net. Consultado el 8 de julio de 2018.
3. ↑  «¡México sede de la Copa Panamericana Varonil 2018!». Facebook Federación Mexicana de Voleibol, A.C. 22 de febrero de 2018.
4. ↑  «Viva Communications patrocinador oficial XVII Copa Femenina». NORCECA. 14 de abril de 2018.
5. ↑  «XVII Senior Women´s Panamerican Cup Calendario y Formato de Competencia / Competition Format and Match Schedule» (PDF). NORCECA (en inglés). 28 de junio de 2018. Archivado desde el original el 28 de junio de 2018. Consultado el 28 de junio de 2018.
6. ↑  «Calendar-XVII Women PanCup-2018». www.norceca.net. Consultado el 8 de julio de 2018.
7. ↑  «Boletín 3» (PDF). NORCECA: 2. 10 de julio de 2018.
8. ↑  El horario del partido entre Perú y Costa Rica fue trasladado para las 22:00 horas respecto de su programación inicial (10:00) debido a eventos climáticos que obligaron a retrasar el inicio de los últimos cuatro partidos de la jornada del 9 de julio.[7]

#### Grupo B
| Pos. | Equipo            | Partidos | Partidos | Partidos | Pts. | Sets | Sets | Sets  | Puntos | Puntos | Puntos |
| Pos. | Equipo            | PJ       | PG       | PP       | Pts. | SG   | SP   | Ratio | PG     | PP     | Ratio  |
| ---- | ----------------- | -------- | -------- | -------- | ---- | ---- | ---- | ----- | ------ | ------ | ------ |
| 1    | Estados Unidos    | 3        | 2        | 1        | 11   | 8    | 3    | 2.666 | 279    | 230    | 1.213  |
| 2    | Puerto Rico       | 3        | 2        | 1        | 8    | 6    | 5    | 1.200 | 249    | 242    | 1.028  |
| 3    | Cuba              | 3        | 2        | 1        | 8    | 6    | 5    | 1.200 | 234    | 245    | 0.955  |
| 4    | Trinidad y Tobago | 3        | 0        | 3        | 3    | 3    | 9    | 0.333 | 246    | 293    | 0.839  |

| Fecha       | Hora  | Equipo 1          | Res.  | Equipo 2          | Set 1 | Set 2 | Set 3 | Set 4 | Set 5 | Total     | Reporte |
| ----------- | ----- | ----------------- | ----- | ----------------- | ----- | ----- | ----- | ----- | ----- | --------- | ------- |
| 8 de julio  | 10:00 | Trinidad y Tobago | 1 – 3 | Estados Unidos    | 25-21 | 15-25 | 22-25 | 15-25 |       | 77 – 96   | P2 P3   |
| 8 de julio  | 18:00 | Puerto Rico       | 3 – 0 | Cuba              | 25-13 | 25-22 | 25-23 |       |       | 75 – 58   | P2 P3   |
| 9 de julio  | 12:00 | Trinidad y Tobago | 2 – 3 | Puerto Rico       | 28-30 | 20-25 | 25-21 | 28-26 | 8-15  | 109 – 117 | P2 P3   |
| 9 de julio  | 18:00 | Cuba              | 3 – 2 | Estados Unidos    | 18-25 | 25-22 | 25-23 | 13-25 | 15-13 | 96 – 108  | P2 P3   |
| 10 de julio | 12:00 | Cuba              | 3 – 0 | Trinidad y Tobago | 25-15 | 30-28 | 25-19 |       |       | 80 – 62   | P2 P3   |
| 10 de julio | 18:00 | Estados Unidos    | 3 – 0 | Puerto Rico       | 25-22 | 25-21 | 25-14 |       |       | 75 – 57   | P2 P3   |

#### Grupo C
| Pos. | Equipo    | Partidos | Partidos | Partidos | Pts. | Sets | Sets | Sets  | Puntos | Puntos | Puntos |
| Pos. | Equipo    | PJ       | PG       | PP       | Pts. | SG   | SP   | Ratio | PG     | PP     | Ratio  |
| ---- | --------- | -------- | -------- | -------- | ---- | ---- | ---- | ----- | ------ | ------ | ------ |
| 1    | Brasil    | 3        | 3        | 0        | 11   | 9    | 4    | 2.250 | 286    | 251    | 1.139  |
| 2    | Colombia  | 3        | 2        | 1        | 10   | 8    | 5    | 1.600 | 285    | 253    | 1.126  |
| 3    | México    | 3        | 1        | 2        | 5    | 3    | 6    | 0.500 | 181    | 205    | 0.882  |
| 4    | Argentina | 3        | 0        | 3        | 4    | 4    | 9    | 0.444 | 243    | 286    | 0.849  |

| Fecha       | Hora  | Equipo 1  | Res.  | Equipo 2  | Set 1 | Set 2 | Set 3 | Set 4 | Set 5 | Total     | Reporte |
| ----------- | ----- | --------- | ----- | --------- | ----- | ----- | ----- | ----- | ----- | --------- | ------- |
| 8 de julio  | 12:00 | Brasil    | 3 – 0 | México    | 25-21 | 25-19 | 25-17 |       |       | 75 – 57   | P2 P3   |
| 8 de julio  | 16:00 | Argentina | 2 – 3 | Colombia  | 16-25 | 16-25 | 25-22 | 25-18 | 15-17 | 97 – 107  | P2 P3   |
| 9 de julio  | 14:00 | Colombia  | 2 – 3 | Brasil    | 25-18 | 26-24 | 16-25 | 23-25 | 13-15 | 103 – 107 | P2 P3   |
| 9 de julio  | 16:00 | México    | 3 – 0 | Argentina | 25-20 | 25-15 | 25-20 |       |       | 75 – 55   | P2 P3   |
| 10 de julio | 14:00 | Colombia  | 3 – 0 | México    | 25-15 | 25-22 | 25-12 |       |       | 75 – 49   | P2 P3   |
| 10 de julio | 16:00 | Brasil    | 3 – 2 | Argentina | 20-25 | 25-20 | 25-15 | 19-25 | 15-6  | 104 – 91  | P2 P3   |

### Fase final

#### Clasificación 5.º al 12.º puesto
|  | Partido 9.º y 10.º puesto  | Partido 9.º y 10.º puesto  | Partido 9.º y 10.º puesto  |  |  | Semifinales 9.º al 12.º puesto | Semifinales 9.º al 12.º puesto | Semifinales 9.º al 12.º puesto |  |  | Cuartos de final 5.º al 12.º puesto | Cuartos de final 5.º al 12.º puesto | Cuartos de final 5.º al 12.º puesto |  |  | Semifinales 5.º al 8.º puesto | Semifinales 5.º al 8.º puesto | Semifinales 5.º al 8.º puesto |  |  | Partido 5.º y 6.º puesto | Partido 5.º y 6.º puesto | Partido 5.º y 6.º puesto |
|  |                            |                            |                            |  |  |                                |                                |                                |  |  |                                     |                                     |                                     |  |  |                               |                               |                               |  |  |                          |                          |                          |
|  |                            |                            |                            |  |  | 4A                             | Costa Rica                     | 0                              |  |  |                                     |                                     |                                     |  |  | 3B                            | Cuba                          | 0                             |  |  |                          |                          |                          |
|  |                            |                            |                            |  |  | 4C                             | Argentina                      | 3                              |  |  | 3B                                  | Cuba                                | 3                                   |  |  | 2C                            | Colombia                      | 3                             |  |  |                          |                          |                          |
|  | 4C                         | Argentina                  | 3                          |  |  |                                |                                |                                |  |  | 4C                                  | Argentina                           | 2                                   |  |  |                               |                               |                               |  |  | 2C                       | Colombia                 | 3                        |
|  | 3C                         | México                     | 1                          |  |  |                                |                                |                                |  |  |                                     |                                     |                                     |  |  |                               |                               |                               |  |  | 2B                       | Puerto Rico              | 2                        |
|  |                            |                            |                            |  |  | 4B                             | Trinidad y Tobago              | 1                              |  |  |                                     |                                     |                                     |  |  | 3A                            | Perú                          | 0                             |  |  |                          |                          |                          |
|  | Partido 11.º y 12.º puesto | Partido 11.º y 12.º puesto | Partido 11.º y 12.º puesto |  |  | 3C                             | México                         | 3                              |  |  | 3C                                  | México                              | 1                                   |  |  | 2B                            | Puerto Rico                   | 3                             |  |  | Partido 7.º y 8.º puesto | Partido 7.º y 8.º puesto | Partido 7.º y 8.º puesto |
|  |                            |                            |                            |  |  |                                |                                |                                |  |  | 3A                                  | Perú                                | 3                                   |  |  |                               |                               |                               |  |  |                          |                          |                          |
|  | 4A                         | Costa Rica                 | 0                          |  |  |                                |                                |                                |  |  |                                     |                                     |                                     |  |  |                               |                               |                               |  |  | 3B                       | Cuba                     | 3                        |
|  | 4B                         | Trinidad y Tobago          | 3                          |  |  |                                |                                |                                |  |  |                                     |                                     |                                     |  |  |                               |                               |                               |  |  | 3A                       | Perú                     | 1                        |

##### Cuartos de final 5.º al 12.º puesto
| Fecha       | Hora  | Equipo 1 | Res.  | Equipo 2  | Set 1 | Set 2 | Set 3 | Set 4 | Set 5 | Total     | Reporte |
| ----------- | ----- | -------- | ----- | --------- | ----- | ----- | ----- | ----- | ----- | --------- | ------- |
| 11 de julio | 14:00 | Cuba     | 3 – 2 | Argentina | 25-18 | 21-25 | 14-25 | 25-23 | 15-8  | 100 – 99  | P2 P3   |
| 11 de julio | 16:00 | México   | 1 – 3 | Perú      | 25-16 | 22-25 | 29-31 | 32-34 |       | 108 – 106 | P2 P3   |

##### Semifinales 9.º al 12.º puesto
| Fecha       | Hora  | Equipo 1          | Res.  | Equipo 2  | Set 1 | Set 2 | Set 3 | Set 4 | Set 5 | Total   | Reporte |
| ----------- | ----- | ----------------- | ----- | --------- | ----- | ----- | ----- | ----- | ----- | ------- | ------- |
| 12 de julio | 14:00 | Costa Rica        | 0 – 3 | Argentina | 16-25 | 13-25 | 12-25 |       |       | 41 – 75 | P2 P3   |
| 12 de julio | 16:00 | Trinidad y Tobago | 1 – 3 | México    | 15-25 | 15-25 | 25-19 | 17-25 |       | 72 – 94 | P2 P3   |

##### Semifinales 5.º al 8.º puesto
| Fecha       | Hora  | Equipo 1 | Res.  | Equipo 2    | Set 1 | Set 2 | Set 3 | Set 4 | Set 5 | Total   | Reporte |
| ----------- | ----- | -------- | ----- | ----------- | ----- | ----- | ----- | ----- | ----- | ------- | ------- |
| 12 de julio | 18:00 | Cuba     | 0 – 3 | Colombia    | 20-25 | 21-25 | 17-25 |       |       | 58 – 75 | P2 P3   |
| 12 de julio | 20:00 | Perú     | 0 – 3 | Puerto Rico | 20-25 | 16-25 | 20-25 |       |       | 56 – 75 | P2 P3   |

##### Partido por el 11.º y 12.º puesto
| Fecha       | Hora  | Equipo 1   | Res.  | Equipo 2          | Set 1 | Set 2 | Set 3 | Set 4 | Set 5 | Total   | Reporte |
| ----------- | ----- | ---------- | ----- | ----------------- | ----- | ----- | ----- | ----- | ----- | ------- | ------- |
| 13 de julio | 14:00 | Costa Rica | 0 – 3 | Trinidad y Tobago | 24-26 | 18-25 | 16-25 |       |       | 58 – 76 | P2 P3   |

##### Partido por el 9.º y 10.º puesto
| Fecha       | Hora  | Equipo 1  | Res.  | Equipo 2 | Set 1 | Set 2 | Set 3 | Set 4 | Set 5 | Total   | Reporte |
| ----------- | ----- | --------- | ----- | -------- | ----- | ----- | ----- | ----- | ----- | ------- | ------- |
| 13 de julio | 16:00 | Argentina | 3 – 1 | México   | 23-25 | 25-22 | 25-22 | 25-19 |       | 98 – 88 | P2 P3   |

##### Partido por el 7.º y 8.º puesto
| Fecha       | Hora  | Equipo 1 | Res.  | Equipo 2 | Set 1 | Set 2 | Set 3 | Set 4 | Set 5 | Total    | Reporte |
| ----------- | ----- | -------- | ----- | -------- | ----- | ----- | ----- | ----- | ----- | -------- | ------- |
| 14 de julio | 12:00 | Cuba     | 3 – 1 | Perú     | 25-23 | 38-40 | 25-11 | 25-22 |       | 113 – 96 | P2 P3   |

##### Partido por el 5.º y 6.º puesto
| Fecha       | Hora  | Equipo 1 | Res.  | Equipo 2    | Set 1 | Set 2 | Set 3 | Set 4 | Set 5 | Total    | Reporte |
| ----------- | ----- | -------- | ----- | ----------- | ----- | ----- | ----- | ----- | ----- | -------- | ------- |
| 14 de julio | 14:00 | Colombia | 3 – 2 | Puerto Rico | 25-15 | 22-25 | 21-25 | 25-21 | 15-12 | 108 – 98 | P2 P3   |

#### Clasificación 1.° al 4.° lugar
Los equipos perdedores en los cuartos de final pasan a disputar la clasificación del 5.º al 8.º puesto.
|  | Cuartos de final | Cuartos de final | Cuartos de final |                 |   | Semifinales | Semifinales  | Semifinales  |              |        | Final          | Final  | Final |  |
|  |                  |                  |                  |                 |   |             |              |              |              |        |                |        |       |  |
|  |                  |                  |                  |                 |   |             |              |              |              |        |                |        |       |  |
|  |                  |                  |                  |                 |   |             |              |              |              |        |                |        |       |  |
|  |                  |                  |                  |                 |   |             |              |              |              |        |                |        |       |  |
|  |                  |                  |                  |                 |   |             |              |              |              |        |                |        |       |  |
|  |                  | 1A               | Canadá           | 1               |   |             |              |              |              |        |                |        |       |  |
|  |                  |                  |                  | 1               |   |             |              |              |              |        |                |        |       |  |
|  |                  |                  | 1B               | Estados Unidos  | 3 |             |              |              |              |        |                |        |       |  |
|  | 1B               | Estados Unidos   | 1B               | Estados Unidos  | 3 | 3           |              |              |              |        |                |        |       |  |
|  | 1B               | Estados Unidos   |                  |                 |   |             |              |              |              |        |                |        |       |  |
|  | 2C               | Colombia         | 0                |                 |   |             |              |              |              |        |                |        |       |  |
|  | 2C               | Colombia         | 0                |                 |   |             |              |              |              | 1B     | Estados Unidos | 3      |       |  |
|  |                  |                  |                  |                 |   |             |              |              |              | 1B     | Estados Unidos | 3      |       |  |
|  |                  |                  | 2A               | Rep. Dominicana | 2 |             |              |              |              |        |                |        |       |  |
|  |                  |                  | 2A               | Rep. Dominicana | 2 |             |              |              |              |        |                |        |       |  |
|  |                  |                  |                  |                 |   |             |              |              |              |        |                |        |       |  |
|  |                  |                  |                  |                 |   |             |              |              |              |        |                |        |       |  |
|  |                  | 1C               | Brasil           | 0               |   |             | Tercer lugar | Tercer lugar | Tercer lugar |        |                |        |       |  |
|  |                  |                  |                  | 0               |   |             | Tercer lugar | Tercer lugar | Tercer lugar |        |                |        |       |  |
|  |                  |                  | 2A               | Rep. Dominicana | 3 |             |              |              |              |        |                |        |       |  |
|  | 2A               | Rep. Dominicana  | 2A               | Rep. Dominicana | 3 | 3           |              |              | 1A           | Canadá | 3              |        |       |  |
|  | 2A               | Rep. Dominicana  |                  |                 |   |             |              |              | 1A           | Canadá | 3              |        |       |  |
|  | 2B               | Puerto Rico      | 2                |                 |   |             |              |              |              |        | 1C             | Brasil | 0     |  |
|  | 2B               | Puerto Rico      | 2                |                 |   |             |              |              |              |        | 1C             | Brasil | 0     |  |
|  |                  |                  |                  |                 |   |             |              |              |              |        |                |        |       |  |

##### Cuartos de final
| Fecha       | Hora  | Equipo 1             | Res.  | Equipo 2    | Set 1 | Set 2 | Set 3 | Set 4 | Set 5 | Total     | Reporte |
| ----------- | ----- | -------------------- | ----- | ----------- | ----- | ----- | ----- | ----- | ----- | --------- | ------- |
| 11 de julio | 18:00 | Estados Unidos       | 3 – 0 | Colombia    | 25-12 | 25-17 | 25-17 |       |       | 75 – 46   | P2 P3   |
| 11 de julio | 20:00 | República Dominicana | 3 – 2 | Puerto Rico | 25-21 | 18-25 | 21-25 | 25-22 | 15-10 | 104 – 103 | P2 P3   |

##### Semifinales
| Fecha       | Hora  | Equipo 1 | Res.  | Equipo 2             | Set 1 | Set 2 | Set 3 | Set 4 | Set 5 | Total   | Reporte |
| ----------- | ----- | -------- | ----- | -------------------- | ----- | ----- | ----- | ----- | ----- | ------- | ------- |
| 13 de julio | 18:00 | Canadá   | 1 – 3 | Estados Unidos       | 18-25 | 25-23 | 23-25 | 19-25 |       | 85 – 98 | P2 P3   |
| 13 de julio | 20:00 | Brasil   | 0 – 3 | República Dominicana | 16-25 | 12-25 | 23-25 |       |       | 51 – 75 | P2 P3   |

##### Partido por el3.ery 4.º puesto
| Fecha       | Hora  | Equipo 1 | Res.  | Equipo 2 | Set 1 | Set 2 | Set 3 | Set 4 | Set 5 | Total   | Reporte |
| ----------- | ----- | -------- | ----- | -------- | ----- | ----- | ----- | ----- | ----- | ------- | ------- |
| 14 de julio | 16:00 | Canadá   | 3 – 0 | Brasil   | 25-19 | 25-20 | 25-21 |       |       | 75 – 60 | P2 P3   |

##### Final
| Fecha       | Hora  | Equipo 1       | Res.  | Equipo 2             | Set 1 | Set 2 | Set 3 | Set 4 | Set 5 | Total    | Reporte |
| ----------- | ----- | -------------- | ----- | -------------------- | ----- | ----- | ----- | ----- | ----- | -------- | ------- |
| 14 de julio | 18:00 | Estados Unidos | 3 – 2 | República Dominicana | 24-26 | 21-25 | 25-21 | 25-19 | 15-8  | 110 – 99 | P2 P3   |

## Clasificación general
| Pos.              | Equipo               |
| ----------------- | -------------------- |
| Medalla de oro    | Estados Unidos       |
| Medalla de plata  | República Dominicana |
| Medalla de bronce | Canadá               |
| 4                 | Brasil               |
| 5                 | Colombia             |
| 6                 | Puerto Rico          |
| 7                 | Cuba                 |
| 8                 | Perú                 |
| 9                 | Argentina            |
| 10                | México               |
| 11                | Trinidad y Tobago    |
| 12                | Costa Rica           |

| Estados Unidos Campeón 6º título |
| Plantel |
| Jordyn Poulter, Justine Wong-Orantes, Lauren Carlini, Krystal Rivers, Simone Lee, Sarah Wilhite, Adora Anae, Haleigh Washington, Aiyana Whitney, Amanda Benson, Paige Tapp, Mallory McCage, Kadie Rolfzen, Chiaka Ogbobu |
| Entrenador |
| Jona Newman-Gonchar |

## Distinciones individuales
Al culminar la competición la organización del torneo entregó los siguientes premios individuales:
- Jugadora más valiosa (MVP) y mejor armadora

 Lauren Carlini
- Mejor anotadora y mejor opuesta

 Krystle Esdelie
- Mejores atacantes

 Brayelin Martínez (primera)
 Elina Rodríguez (segunda)
- Mejores centrales

 Chiaka Ogbogu (primera)
 Melissa Rangel (segunda)
- Mejor defensa, mejor recepción y mejor líbero

 Brenda Castillo
- Mejor servicio

 Kiera van Ryk

## Clasificados a los Juegos Panamericanos de 2019
| Bandera de Estados Unidos | Bandera de la República Dominicana | Bandera de Canadá | Bandera de Brasil | Bandera de Colombia |
| Estados Unidos            | República Dominicana               | Canadá            | Brasil            | Colombia            |
| ------------------------- | ---------------------------------- | ----------------- | ----------------- | ------------------- |